# خورخي كروز
خورخي كروز (بالإسبانية: Jorge Cruz-Cruz)‏ (30 مارس 1966 في كولومبيا - ) هو لاعب كرة قدم كولومبي في مركز مهاجم ‏. شارك مع منتخب كولومبيا لكرة القدم. أما مع النوادي، فقد لعب مع بانفيلد وكيلمس وهوراكان وRacing de Córdoba ‏.

## وصلات خارجية
- خورخي كروز على موقع قاعدة بيانات كرة القدم.إي يو (الإنجليزية)
- خورخي كروز على موقع ناشيونال فوتبول تيمز (الإنجليزية)